# 萊瓦 (納里尼奧省)
萊瓦是哥倫比亞的城鎮，位於該國西南部，由納里尼奧省負責管轄，距離首府帕斯托185公里，始建於1977年11月27日，面積316平方公里，海拔高度1,416米，2005年人口11,825。
1°56′15″N 77°18′29″W / 1.9375°N 77.3081°W